# Daga (Bhutan)
Daga (o Dagana) è una città del Bhutan, situata nel distretto di Dagana.